# 香川県道215号多度津港線
香川県道215号多度津港線（かがわけんどう215ごう たどつこうせん）は、香川県仲多度郡多度津町を通る一般県道である。

## 概要

### 路線データ
- 起点：香川県仲多度郡多度津町東浜（多度津港）
- 終点：香川県仲多度郡多度津町西浜（香川県道216号山階多度津線交点）

## 路線状況

### 重複区間
- 香川県道21号丸亀詫間豊浜線（仲多度郡多度津町東浜）

## 地理

### 通過する自治体
- 仲多度郡多度津町

### 交差する道路
| 交差する道路                            | 交差する場所 | 交差する場所 |
| --------------------------------------- | ------------ | ------------ |
| 香川県道21号丸亀詫間豊浜線 重複区間起点 | 東浜         |              |
| 香川県道21号丸亀詫間豊浜線 重複区間終点 | 東浜         |              |
| 香川県道216号山階多度津線               | 西浜         | 終点         |

### 沿線
- 多度津港
- RITA学園高等学校